# Herzogenburg
Herzogenburg – miasto w Austrii, w kraju związkowym Dolna Austria, w powiecie St. Pölten-Land, na zachód od Wiednia. Liczy 7 738 mieszkańców (2016).
W mieście znajduje się barokowy klasztor.

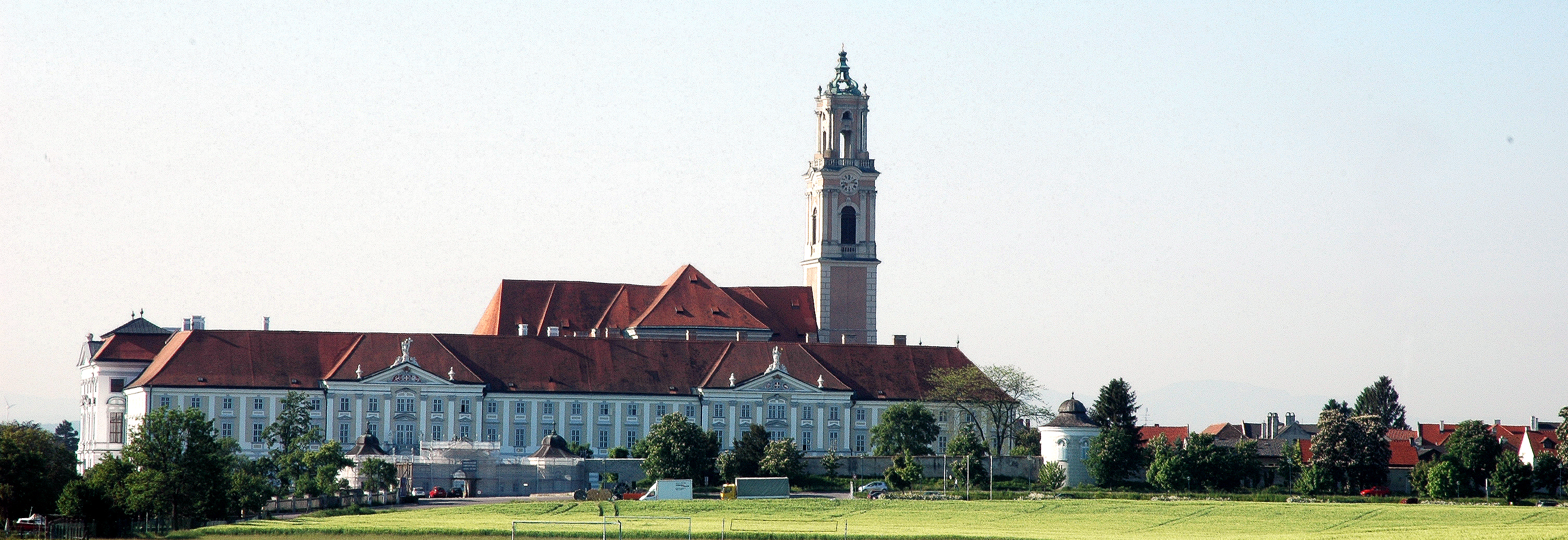
Opactwo Herzogenburg
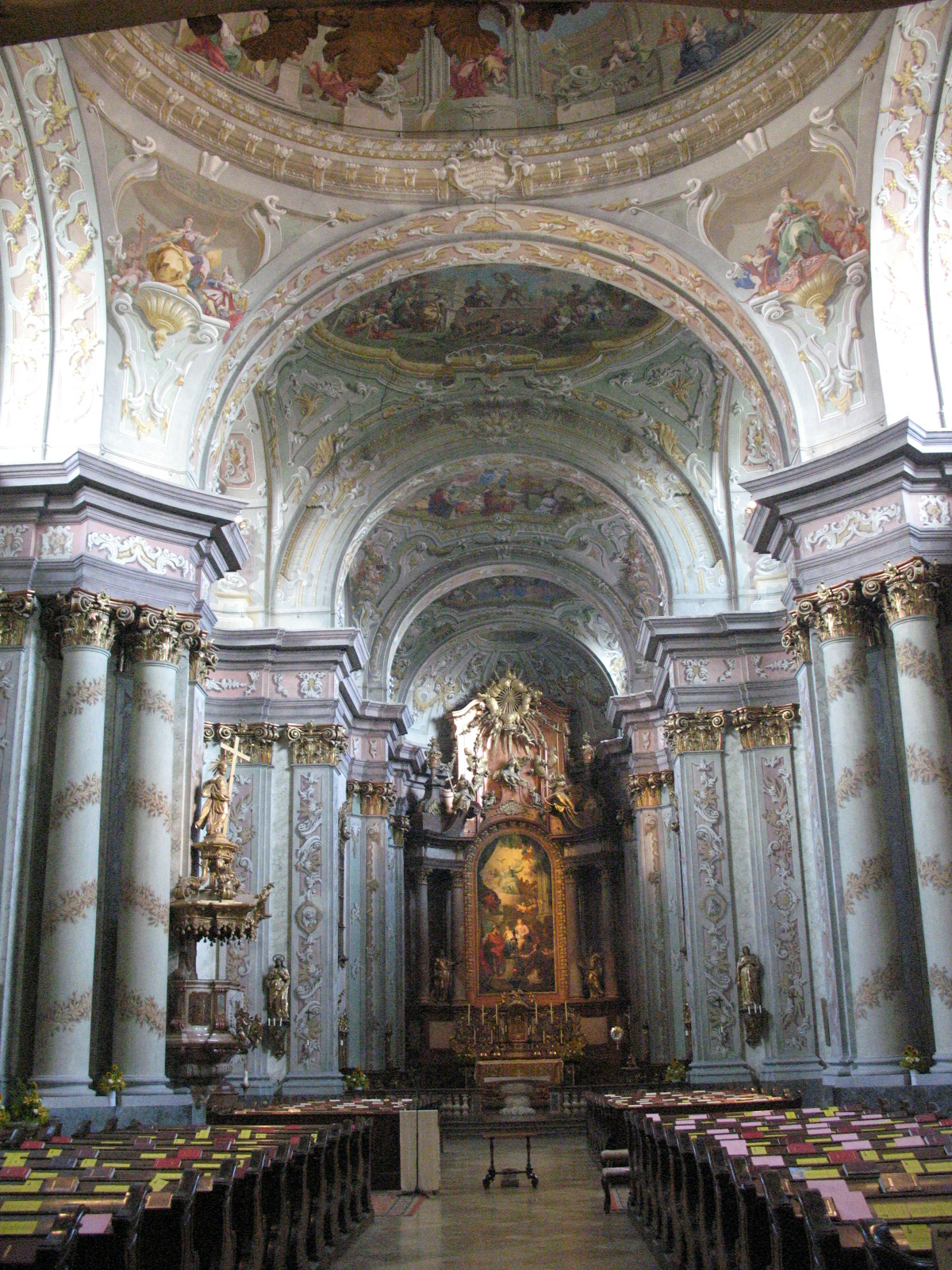
Wnętrze kościoła klasztornego